# Jake Lacy
Jake Lacy là nam diễn viên người Mỹ. Anh nổi tiếng với vai diễn Casey Marion Davenport trong loạt phim hài kịch tình huống Better with You của đài ABC và Pete Miller trong mùa thứ chính của loạt phim The Office. Anh đóng cặp với Jenny Slate trong Obvious Child (2014) và Rooney Mara trong Carol (2015).

## Thời thơ ấu
Lacy sinh tại Greenfield, Massachusetts. Anh lớn lên ở Pittsford, Vermont, nơi anh theo học tại trường Trung học Otter Valley Union và chương trình kịch nghệ Patricia A. Hannaford Career Center's Addison Repertory Theater. Tại đó, anh tham gia các lớp diễn xuất chuyên nghiệp. Năm 2008, Lacy tốt nghiệp Đại học Nghệ thuật North Carolina (UNCSA) tại Winston-Salem. Sau khi tốt nghiệp, anh làm nhiều công việc khác nhau ở New York: tiếp tân trong phòng tập thể dục và phục vụ quầy rượu, trong lúc đi thử vai vào ban ngày, rồi được chọn vào vai Casey trong Better with You.

## Sự nghiệp diễn xuất
Lacy diễn xuất tại trường trung học và trình diễn chuyên nghiệp trong vai Demetrius vở A Midsummer Night's Dream (tại rạp Hartford) và Much Ado About Nothing vai Conrad (rạp Oberon Theater Ensemble). Lacy xuất hiện trong một vài tập phim Guiding Light trước khi loạt phim bị hủy. Năm 2010, anh vào vai chính trong phim C'est moi của hãng Columbia."
Từ 2010 tới 2011, Lacy vào vai Casey trong loạt phim hài tình huống đài ABC Better with You. Anh đóng vai Pete Miller trong mùa cuối cùng của The Office. Vai diễn tiếp theo của Lacy là Caleb Fuller, thủ lĩnh đội bóng đá trong bộ phim hài thể thao Balls Out. Năm 2014, anh xuất hiện trong phim chính kịch lãng mạn Obvious Child cùng Jenny Slate. Anh còn góp mặt trong loạt phim hài của đài HBO Girls với vai Fran, người tình của nhân vật Hannah do Lena Dunham thủ vai. Lacy đóng cặp với Rooney Mara trong Carol (2015), vào vai Richard, bạn trai của cô. Năm 2016, Lacy góp mặt trong Their Finest của đạo diễn Lone Scherfig, ra mắt tại Liên hoan phim quốc tế Toronto. và Miss Sloane của đạo diễn John Madden, ra mắt tại AFI Fest. Năm 2017, Lacy xuất hiện trong I'm Dying Up Here, một loạt phim hài của đài Showtime.

## Đời tư
Lacy kết hôn với Lauren Deleo ngày 22 tháng 8 năm 2015 ở Dorset, Vermont.

## Sự nghiệp điện ảnh

### Điện ảnh
| Năm  | Tựa đề                            | Vai                | Ghi chú   |
| ---- | --------------------------------- | ------------------ | --------- |
| 2010 | C'est moi                         | Nathan             | Phim ngắn |
| 2014 | Obvious Child                     | Max                |           |
| 2014 | Balls Out                         | Caleb Fuller       |           |
| 2015 | Carol                             | Richard Semco      |           |
| 2015 | Love the Coopers                  | Joe                |           |
| 2016 | Miss Sloane                       | Forde              |           |
| 2017 | Christmas Inheritance             | Jake Collins       |           |
| 2018 | Rampage                           | Brett Wyden        |           |
| 2018 | Johnny English: Tái xuất giang hồ | Jason              | Hậu kỳ    |
| 2019 | Otherhood                         | Paul Halston-Myers | Hậu kỳ    |

### Truyền hình
| Năm     | Tựa đề                  | Vai                                | Ghi chú                      |
| ------- | ----------------------- | ---------------------------------- | ---------------------------- |
| 2008    | Guiding Light           | Chip                               | Tập 15546                    |
| 2010–11 | Better with You         | Casey Marion Davenport             | 22 tập                       |
| 2012    | Royal Pains             | Floyd                              | Tập: "My Back to the Future" |
| 2012–13 | The Office              | Pete Miller                        | 21 tập                       |
| 2014    | The Michael J. Fox Show | Scott                              | Tập: "Surprise"              |
| 2015    | Billy & Billie          | Keith                              | 7 tập                        |
| 2015–16 | Girls                   | Fran Parker                        | 12 tập                       |
| 2016    | Last Week Tonight       | Miscellaneous Commercial Character | 1 tập                        |